# Bellview Airlines
Bellview Airlines fue una aerolínea con base en Lagos, Nigeria. Es una empresa privada y efectúa vuelos de cabotaje, regionales e internacionales regulares de pasajeros. Su principal base de operaciones es el Aeropuerto Internacional Murtala Mohammed, Lagos.

## Historia
Bellview Travels Limited, una agencia de viajes con base en Lagos mutó a Bellview Airlines en 1992 tras efectuar vuelos chárter con un Yakovlev Yak-40. En 1993 comenzaron las operaciones regulares de pasajeros utilizando un Douglas DC-9-30 alquilado. Una compañía afiliada, Bellview Airlines (Sierra Leona) fue fundada en 1995, pero actualmente se encuentra fusionada con la compañía madre. Tiene 308 empleados.

## Destinos
Bellview Airlines efectúa vuelos regulares domésticos uniendo Lagos con tres ciudades, así como vuelos regionales a diez destinos en el centro y oeste de África. También efectúa vuelos de largo radio entre Lagos y Londres y Johannesburgo.

## Incidentes y accidentes
- El 22 de octubre de 2005, el vuelo 210 de Bellview Airlines, un Boeing 737 con 117 personas a bordo, se estrelló poco después de despegar de Lagos en ruta a la ciudad nigeriana de Abuya. Si bien los primeros informes anunciaban que al menos la mitad del pasaje había sobrevivido al accidente, más tarde se reveló que ninguna de las personas a bordo había logrado sobrevivir. La confusión sobre el lugar del accidente propició la confusión en la cifra de víctimas. CNN anunció que la mala climatología pudo contribuir al accidente. La investigación del accidente fue efectuada por personal de Boeing y la NTSB de los Estados Unidos. Las cajas negras no pudieron ser recuperadas, aunque se lograron recuperar algunas piezas de estas. Angus Ozoka, uno de los directores nigerianosde la investigación del accidente, dijo que creía que los grabadores de vuelo fueron destruidos en el impacto. Bellview retomó sus vuelos el 24 de octubre de 2005.[2]

- El 19 de diciembre de 2005, un avión de Bellview efectuó un aterrizaje de emergencia en el Aeropuerto Internacional Kotoka en Acra, Ghana. El Boeing 737 efectuaba un vuelo de Lagos a Freetown, Sierra Leona, cuando la tripulación detectó un fallo de los sistemas hidráulicos. Al día siguiente, las autoridades nigeriana ordenaron cancelar todos los vuelos de Bellview y revocaron la licencia de vuelos de Bellview.[3] Finalmente se dejó en suspensión el 22 de diciembre de 2005, dando a Bellview la posibilidad de retomar sus vuelta una vez que sus equipamientos y procedimientos hubiesen pasado una inspección.[4] Bellview cuenta desde entonces con licencia de vuelo y retomó sus operaciones de vuelo.

## Flota

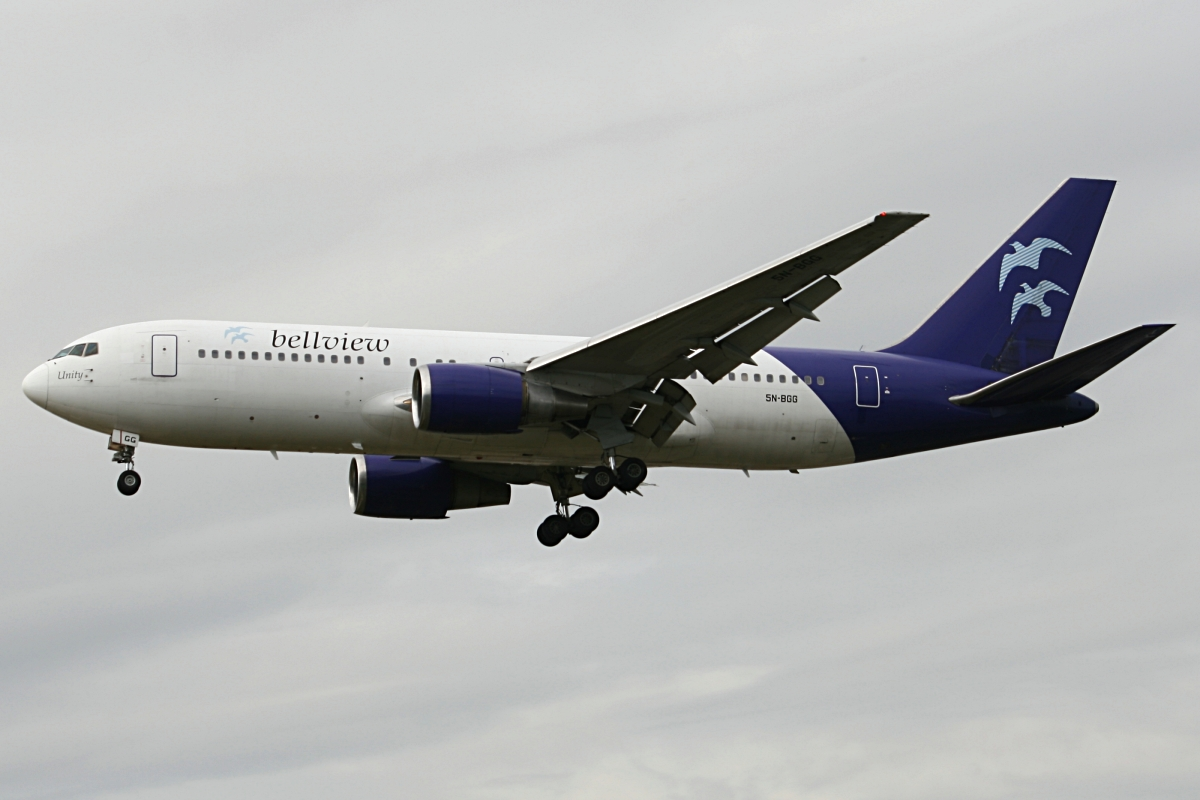
Bellview Airlines Boeing 767-200ER.

La flota de Bellview Airlines incluye las siguientes aeronaves(a diciembre de 2010):
- 2 Boeing 737-200